# Malgaški ariari
Ariari (simbol Ar, ISO 4217 MGA) je valuta na Madagaskarju. Uvedena je bil leta 1961 z najmanjšo nominalno vrednostjo 5 malgaških frankov. Deli se na pet iraimbilanja. 1. janurja 2005 je ariari uradno zamenjal frank. Maja 2023 se kovanci za iraimbilanja niso uporabljali zaradi zelo slabe kupne moči. Ime ariari izhaja iz španske besede »real«, ime iraimbilanja pa pomeni »teža enega železa«.
Leta 1961 so bili izdani bankovci za 50, 100, 500, 1000 in 5000 frankov. Leta 1965 so bili izdani kovanci za 1 in 2 franka, leta 1966 pa kovanci za 5, 10 in 20 frankov. Leta 2017 je bila izdana nova serija bankovcev za 100, 200, 500, 1000, 2000, 5000, 10.000 in 20.000 ariarijev.

## Zgodovina
Ariari je bil uveden leta 1961. Bil je enak 5 malgaškim frankom. Kovanci in bankovci so bili izdani tako v frankih kot v ariarju, pri čemer je bila podenota ariarija, iraimbilanja, vredna 1⁄5 ariarija in torej enaka franku. Ariari je 1. januarja 2005 zamenjal frank kot uradna valuta Madagaskarja.
Kovanci in bankovci so bili od leta 1961 denominirani tako v uradnih frankih kot v pol-uradnem ariariju in iraimbilanji. Pri zgodnjih izdajah je bil apoen v franku najvidnejši. Vendar so bili od leta 1978 izdani kovanci višje vrednosti, denominirani samo v ariarju. Leta 1993 sta bila izdana nova bankovca za 500 ariarjev - 2500 frankov in 5000 ariarjev - 25.000 frankov, pri čemer je ariarij nekoliko bolj izstopal. 
V letih 2003–2004 so bili uvedeni novi bankovci v apoenih po 100, 200, 500, 1000, 2000, 5000 in 10.000 ariarijev. Ti bankovci imajo tudi apoene v frankih na bankovcih do 1000 ariarijev (500, 1000, 2500, 5000) z zelo majhnimi številkami.
Leta 2017 je Bank Foiben’i Madagasikara (Centralna banka Madagaskarja) predstavila novo družino bankovcev. Nova serija, tako kot prejšnje serije, ostaja "Madagaskar in njegovo bogastvo", ki poudarja njegove gospodarske dejavnosti, biotsko raznovrstnost, kulturo in turistična mesta. Del te serije vključuje nov apoen, 20.000 ariarijev. Prvi štirje apoeni v tej seriji, 2000, 5000, 10.000 in 20.000 ariarijev, so bili izdani 17. julija 2017. Ostali štirje apoeni, 100, 200, 500 in 1000 ariarijev, so bili izdani 17. septembra 2017.
Spodaj so navedeni bankovci, ki so trenutno v obtoku:

## Bankovci
| Enota (Ar) | Sprednja stran                                  | Hrbtna stran                                   |
| ---------- | ----------------------------------------------- | ---------------------------------------------- |
| Bankovci   |                                                 |                                                |
| 100        | Stolnica svetega imena Jezusovega, Fianarantsoa | žaba Mantella baroni                           |
| 200        | Slap                                            | Pachypodium rosulatum                          |
| 500        | Ambohimanga                                     | Tsingy                                         |
| 1000       | most Kamoro                                     | Kraljica Isala                                 |
| 2000       | Lemur                                           | Nepenthes madagascariensis                     |
| 5000       | Reka                                            | Kit grbavec                                    |
| 10000      | Port d'Ehoala                                   | Zafimaniry lesnoobdelovalno znanje in izkušnje |
| 20000      | Ambatovy Plant                                  | Riževo polje, vanilija, poper                  |